# Mykola Moussolitine
Mykola Volodymyrovytch Moussolitine (en ukrainien : Мусолітін Микола Володимирович), est un footballeur ukrainien né le 21 février 1999 à Odessa. Il joue au poste de milieu de terrain.

## Biographie

### En sélection
Avec les moins de 17 ans, il participe au championnat d'Europe des moins de 17 ans en 2016. Lors de cette compétition organisée en Azerbaïdjan, il joue trois matchs, avec pour résultats un nul et deux défaites.
Avec les moins de 19 ans, il participe au championnat d'Europe des moins de 19 ans en 2018. Lors de cette compétition qui se déroule en Finlande, il ne joue qu'une seule minute, contre la France. Les Ukrainiens s'inclinent en demi-finale face au Portugal.
Par la suite, avec les moins de 20 ans, il dispute la Coupe du monde des moins de 20 ans en 2019. Lors du mondial junior organisé en Pologne, il joue deux matchs, contre les États-Unis et le Qatar. Les Ukrainiens sont sacrés champions du monde en battant la Corée du Sud en finale.

## Statistiques
| Saison                | Club                  | Championnat           | Championnat | Championnat | Coupe(s) nationale(s) | Coupe(s) nationale(s) | Compétition(s) continentale(s) | Compétition(s) continentale(s) | Compétition(s) continentale(s) | Total | Total |
| Saison                | Club                  | Division              | M.          | B.          | M.                    | B.                    | Comp.                          | M.                             | B.                             | M.    | B.    |
| 2016-2017             | Tchornomorets Odessa  | D1                    | 12          | 0           | 1                     | 0                     | -                              | -                              | -                              | 13    | 0     |
| 2017-2018             | Tchornomorets Odessa  | D1                    | 18          | 0           | 1                     | 0                     | -                              | -                              | -                              | 19    | 0     |
| 2018-2019             | Tchornomorets Odessa  | D1                    | 24          | 2           | 2                     | 0                     | -                              | -                              | -                              | 26    | 2     |
| 2019-2020             | Tchornomorets Odessa  | D2                    | 13          | 2           | -                     | -                     | -                              | -                              | -                              | 13    | 2     |
| Total sur la carrière | Total sur la carrière | Total sur la carrière | 67          | 4           | 4                     | 0                     | -                              | -                              | -                              | 71    | 4     |

## Palmarès
- Vainqueur de la Coupe du monde des moins de 20 ans en 2019 avec l'équipe d'Ukraine des moins de 20 ans